# Port Huron
Port Huron és una ciutat i la seu del comtat de Saint Clair de l'estat de Michigan als Estats Units . Al 2010 comptava amb 30.184 habitants. La ciutat és adjacent a Port Huron Township però administrativament és autònoma. Està unida pel pont Blue Water Bridge sobre el riu St. Clair a Point Edward, d'Ontario al Canadà. Es troba a l'extrem sud del Llac Huron. Port Huron és la seu d'un molí paperer Domtar; Mueller Industries; Henkel i moltes companyies relacionades amb els automòbils.

## Història
El 1814 el Fort Gratiot es va establir a la base del Llac Huron i va ser considerada la primera població euro-americana dins la zona. Havia estat una reserva dels anishinaabemowin fins a 1836.
El 1857 Port Huron va esdevenir una ciutat incorporada. I el 1871 la seu del comtat.
El 8 d'octubre de 1871 la ciutat i altres llocs al nord patí un gran incendi.

## Clima
Té un clima continental. El gener la temperatura mitjana és de -4,3 °C i al juliol de 22,4. La pluviometria mitjana anual és de 858 litres.